# Hemiteles nasutus
Hemiteles nasutus là một loài tò vò trong họ Ichneumonidae.